# M'pangiami

M’pangiami est une série télévisée réalisée par le Congolais Phil Kipulu en 2009, décrivant la vie quotidienne à Kinshasa, et en particulier la corruption.

## Synopsis
Après avoir été nommé ministre, Karambua hisse son frère de tribu Kayoko  au rang de secrétaire Général d’une entreprise publique. Kayoko saisit cette occasion de se venger car il considère que  ses collègues et lui ont subi de nombreuses frustrations. Il use de ses nouveaux privilèges pour embaucher ses frères de tribus, les Anambua.  
Le confort que lui procure sa nouvelle situation lui permet de prendre plusieurs épouses, ce qui ne tarde pas à attiser la jalousie  de son entourage.
Ce comportement attire l’attention de la presse qui l’accuse de détournement des deniers publics.  Aveuglé par le pouvoir conféré par son poste, il décide d’enlever la journaliste Maïmona, celle qui a dénoncé ses malversations.  

### M’pangiami 1-3
Entre la scolarité impayée de ses enfants et les besoins de son foyer, Kayoko, fonctionnaire dans une entreprise publique, n’a de choix que de noyer ses problèmes dans l’alcool. L’irrégularité de paiement de son salaire le pousse à protester avec ses collègues pour revendiquer ses droits. Menée par le leader Kaloumbi, une manifestation tourne au vinaigre lorsque la police ouvre le feu sur les manifestants. Kaloumbi est arrêté et Kayoko prend la fuite...
Plus tard dans la soirée, un arrêté ministériel est diffusé aux informations télévisées. A l’écoute de la nomination comme Ministre des Finances de l’un de ses frères de tribu, Kayoko saute de joie. Une excellente nouvelle qui pourrait enfin l’extirper des ténèbres.

### M’pangiami 4-6
Kayoko occupe de nouvelles fonctions. Ses frères de tribu réclament leurs parts du gâteau. Intrigues, sexe et corruptions. La série qui fait fureur à Kinshasa.
Avec la nomination du dénommé Matembua au Ministère des Finances, de beaux jours se dessinent à l’horizon pour Kayoko, sa famille et les ressortissants de sa tribu. Nouveau poste, nouveaux avantages, nouvelle vie...
Situation inverse pour le Major Ntembua : sa réputation est menacée lorsque des informations sur la manifestation des fonctionnaires sont diffusées. Présente sur les lieux, une journaliste avait filmé l’intervention du Major de la police et les méthodes violentes dont il usait pour mettre fin à la protestation. Il doit tout faire pour étouffer l’affaire...

### M’pangiami 7-9
Abus de pouvoir, fraudes fiscales, infidélité... Kayoko goûte à la corruption. Intrigues, sexe et corruptions. La série qui fait fureur à Kinshasa.
L’argent coule à flots sous le bureau du “SG Kayoko”. Il prend comme maîtresse Sukissa, la séduisante secrétaire de son prédécesseur, mais ne se doute point de son double jeu. Celle-ci est l’amie de Maïmona, la journaliste qui voulait “faire tomber la tête” du Major Ntambwa. Attention au charme ravageur de “Suki” Monsieur le secrétaire général, la belle rose cache bien ses épines…
Tandis que la fortune de Kayoko attise convoitise et jalousie, sa fille Nacha est aussi l’objet des désirs de certains. La jeune femme est loin de se douter des intentions de son « tonton » Kwanza, collègue de son père qui l’aime en cachette. Kwanza Mounou réussira-t-il à demander la main de Nacha?

### M’pangiami 10-13
L'apogée des Anembua. Un complot se trame contre Kayoko, tous veulent faire tomber sa tête. Intrigues, sexe et corruptions. La série qui fait fureur à Kinshasa.
Une fin de première saison haute en rebondissements et en suspense. Les pans du rideau se lèvent progressivement sur les fraudes fiscales de Kayoko. Son collègue devenu Anembua pour la circonstance, découvre le pot aux roses et s’oppose farouchement à la validation d’un contrat juteux dont Kayoko serait encore le énième bénéficiaire.
Au même moment, le député Vincent et la journaliste Maïmona tentent chacun de leur côté d’accuser Kayoko de détournement de fonds publics. La menace est imminente, il faut s’en débarrasser ! Le Major Ntembua, allié du secrétaire général,  organise le kidnapping de la journaliste...
Quelque temps plus tard, Katembua, un « frère » de la tribu de Kayoko décède à la suite d’une agression. Kayoko décide de se venger... Pour que cette situation ne s’envenime davantage, ses supérieurs prennent la décision de le démettre de ses fonctions. Qu’adviendra-t-il de Kayoko et de ses confrères ?

## Fiche technique
- Titre : M'pangiami
- Réalisateur : Phil Kipulu
- Production :
- Langue : français, lingala
- Format : vidéo
- Genre : Comédie
- Durée : 78 minutes
- Date de réalisation : 2009